# Fresney-le-Vieux
Fresney-le-Vieux è un comune francese di 275 abitanti situato nel dipartimento del Calvados nella regione della Normandia.

## Società

### Evoluzione demografica
Abitanti censiti